# Phoebe Greenberg
Phoebe Greenberg est née le 10 janvier 1964 à Ottawa. Elle est la fille de Irving Greenberg, un des fondateurs du groupe Minto (en) en 1955 et Shirley Greenberg, pionnière dans le mouvement féministe canadien. Elle est aussi la mère de l’artiste Miles Greenberg.

## Biographie
Phoebe Greenberg a créé l'[Quoi ?] à Montréal, au Canada, avec pour mission d'engager le public avec les idées les plus pertinentes de notre époque. L'écosystème PHI comprend la Fondation PHI pour l'art contemporain (2007, anciennement DHC/ART), le Centre PHI (2012) et le Studio PHI (2019). La création de ces institutions a permis de proposer une nouvelle offre culturelle et de revitaliser le quartier ouest du Vieux-Montréal. En tant qu'institution reconnue à Montréal comme ailleurs, la présence de PHI dans la ville en tant qu'organisation progressiste tournée vers l'avenir est continuellement renforcée par le rôle qu'elle joue en tant que catalyseur urbain pour le développement des idées et de la culture.
Diplômée de l'École internationale de théâtre Jacques Lecoq à Paris, une institution mettant en valeur le corps, le mouvement et l’espace au cœur de la performance théâtrale, Phoebe Greenberg est originaire d’Ottawa au Canada. Mais c’est Montréal qu’elle a choisie pour fonder PHI. Après avoir travaillé près de deux décennies dans le domaine du théâtre, Greenberg a tourné son intérêt vers l'art contemporain. La Fondation PHI pour l'art contemporain, première entité sous la bannière de PHI, a ainsi été créée en 2007 par la protagoniste culturelle, exposant des œuvres du monde entier pour contextualiser l'expérience de l'art contemporain. Elle a réagi avec perspicacité (surtout dans le climat institutionnel de la ville et de l'époque) en n'investissant pas uniquement dans l'art lui-même, mais en se concentrant plutôt sur la création d'infrastructures culturelles pour faciliter le dialogue entre l'art contemporain et le public.
S'apparentant au modèle de la "kunsthalle", la Fondation PHI est devenue une institution sans collection permanente qui expose de l'art contemporain. Bien que courant en Europe, ce modèle était et demeure totalement étranger au contexte nord-américain, certainement à Montréal. Poussée par son désir de rendre l'art accessible et de l'intégrer à la vie quotidienne, Greenberg s'est engagée à ce que cette infrastructure soit gratuite pour le public. 
En 2012, Greenberg a créé The PHI Centre pour présenter des projets à la croisée de l'art, du cinéma, de la musique, de la réalité virtuelle et de la réalité mixte, explorant de nouveaux territoires de narration en produisant des installations informées par les nouveaux médias, la recherche et l'expérimentation. La première œuvre que Phoebe Greenberg a expérimentée en réalité virtuelle était une collaboration avec le studio montréalais Felix & Paul (en) et Patrick Watson en 2015. Strangers était une rencontre en tête-à-tête avec le célèbre musicien dans son studio de Montréal. 
PHI Studio (2019), la troisième entité de l'écosystème de PHI, développe des expositions innovantes et des expériences immersives captivantes présentées à l'international dans des lieux de classe mondiale, remettant en question les modèles de distribution existants. 
Greenberg est actuellement dans la phase de développement du tout nouveau chapitre de PHI et pour son patrimoine: PHI Contemporain. Appelée à devenir le prochain point de repère culturel de Montréal, la nouvelle institution consolidera toute l'étendue de l'offre culturelle publique de PHI (actuellement répartie entre le Centre PHI et la Fondation PHI).

## Fondation PHI pour l'art contemporain
Passionnée d’art contemporain, Greenberg fonde d’abord en 2007 la Fondation PHI pour l’art contemporain (anciennement DHC/ART) vouée à la diffusion de l’art contemporain autant local qu’international. La programmation qui y est proposée se compose annuellement de deux à trois expositions majeures, d’évènements publics, de projets de collaborations interdisciplinaires et d’activités éducatives. Toutes ces propositions qu’offrent la Fondation sont gratuites.
En mars 2019, DHC/ART prend le nom de Fondation PHI pour l’art contemporain afin de répondre au désir de sa fondatrice et chef de la création Phoebe Greenberg de réunir sous une seule bannière (PHI) l’ensemble de ses activités dans le domaine des arts et de la culture. 
Au cours des dernières années, la Fondation PHI a présenté les œuvres des artistes contemporains les plus renommés : Marc Quinn, Sophie Calle, John Currin, Ryoji Ikeda, Joan Jonas, Jake & Dinos Chapman, Jenny Holzer, Björk, Yoko Ono et bien d’autres. Pour fêter ses 15 ans, la Fondation PHI accueille l’artiste japonaise Yayoi Kusama en 2022.

## Centre PHI
En 2012, Greenberg met sur pied le Centre PHI, un pôle artistique et culturel multidisciplinaire. L’institution regroupe arts visuels, cinéma, musique, design et  nouvelles technologies, afin de susciter les rencontres entre les disciplines, ainsi qu’entre les artistes et le public. À travers cette programmation qui se veut innovante et inspirante, le public est appelé à participer à une réflexion sur l’art dans ses nouvelles formes. Le Centre PHI veut sa programmation unique, inclassable, engageante et en constante évolution, mais toujours pertinente. Le Centre PHI a accueilli, entre autres, la Red Bull Music Academy, Chilly Gonzales, Yasiin Bey (alias Mos Def), Nick Cave, Arthur H et Denis Villeneuve avec son court-métrage Next Floor, une œuvre cinématographique filmée et inspirée par le lieu avant la reconstruction en 2008. Le Centre PHI a présenté bon nombre d’expositions, du théâtre immersif, des spectacles de musiques, etc. 
- In the mouth[10] (2014), une expérience culinaire axé sur les cinq sens;
- Alice: The Virtual Reality[11] (2019), une œuvre de théâtre immersif déjantée d’un grand classique de la littérature Les Aventures d'Alice au pays des merveilles de Lewis Carroll;
- Believe your eyes[12] (2017), une autre œuvre de théâtre immersif du célèbre groupe britannique Punchdrunk (en);
- Écho: réverbérations dans l’espace[13] (2018); une exposition immersive qui a mis de l’avant Spheres (en), une expérience en réalité virtuelle d’Eliza McNitt (en);
- Cadavres Exquis [14](2019), une exposition qui a mis de l’avant de grands artistes contemporains dont Marina Abramović, Olafur Eliasson, Laurie Anderson, Antony Gormley et Paul McCarthy;
- >HUM(AI)N[15] (2019);
- Jim Carrey: This Light Never Goes Out[16] (2019), une exposition sur l’acteur humoriste Jim Carrey;
- The Horrifically Real Virtuality[17] (2019), un nouveau type d’expérience mêlant le théâtre et les nouvelles technologies dans l’univers d’Ed Wood;
- We live in an ocean of air[18] (2021-22), une expérience immersive du studio anglais Marshmallow Laser Feast;

- Ciel à outrances[19] (2022), une expérience de Brigitte Poupart et basée sur la suite poétique de Madeleine Monette.

## Studio PHI
Le Studio PHI (2019), la troisième entité de l'écosystème PHI, développe des expositions innovantes et des expériences immersives captivantes présentées à l'échelle locale et internationale.
PHI déploie son expertise acquise dans la présentation d’œuvres à la fine pointe de la technologie à l’étranger, par des initiatives telles qu’au Rockefeller Center de New York, au festival du film Tribeca de New York, la programmation et la production du Pavillon Réalité Virtuelle au Festival du film de Luxembourg ainsi qu’une galerie éphémère durant la 58e Biennale de Venise.
L’année 2021 aura été marquée par de grandes installations immersives signées PHI. On pense ici à CARNE y ARENA du cinéaste mexicain de renommée internationale Alejandro G. Iñárritu. En collaboration avec les Studios Felix & Paul (en) et TIME Studios, PHI a lancé L’INFINI, la plus grande expérience en réalité virtuelle sur l’exploration spatiale. 
Ces deux installations immersives permettent d’affirmer le savoir-faire québécois et de placer Montréal comme métropole culturelle.

## PHI Contemporain
Ouvrant ses portes en 2026, PHI Contemporain sera une institution dédiée à l'exploration du contemporain à travers l'art et la culture. Le projet regroupera sous un même toit l'ensemble de l'offre culturelle publique de PHI actuellement répartie entre la Fondation PHI et le Centre PHI.
Des expositions organisées avec soin et de manière critique rencontreront des œuvres innovantes de territoires créatifs en plein essor, permettant à PHI d'explorer pleinement les synergies émergentes et les opportunités curatoriales qu'elles représentent. Abritant des espaces d'exposition et un large domaine public, le projet représente une nouvelle infrastructure culturelle permettant au public de s'engager dans la présentation multidimensionnelle de l'art, des discours et des pratiques créatives de PHI. Ce nouveau point de repère culturel interpellera la communauté locale, les visiteurs de la ville de Montréal et le réseau en constante expansion de PHI.

### Historique du site
Depuis la période précédant l’arrivée des Européens jusqu’à l’ère de la colonisation, le site de PHI Contemporain a été d’une importance stratégique et symbolique, avec une lignée de protagonistes qui ont joué un rôle important dans l'évolution de la ville. Situé à l’intersection des rues Bonsecours et Saint-Paul Est dans le quartier historique de Montréal — le Vieux-Montréal, — le site de PHI Contemporain (anciennement l’Auberge Pierre-Du-Calvet) consiste en un amalgame de quatre bâtiments historiques et d’un vaste terrain adjacent datant du XVIIIe siècle. À proximité immédiate du Marché Bonsecours (1847) et de la Chapelle Notre-Dame-de-Bonsecours (1675) - deux points de repère historiques de la ville et de son patrimoine - PHI Contemporain est sur le point de devenir un nouvel ancrage culturel du XXIe siècle dans ce secteur déterminant et en pleine évolution de la ville. 

### Compétition internationale d'architecture
Le 26 août 2021, PHI a lancé un concours international d'architecture pour la conception de PHI Contemporain. L'appel à candidatures a suscité 65 candidatures de cabinets d'architectes de classe mondiale de 14 pays, parmi lesquels 11 ont été sélectionnés pour concourir. Les firmes d'architectes retenues Kuehn Malvezzi + Pelletier de Fontenay poursuivront le mandat de développer leur proposition et de réaliser la conception architecturale de PHI Contemporain, transformant le site en un nouveau pôle culturel pour le Vieux-Montréal.

## Diving Horse Creations
Fondée par Phoebe Greenberg en 1990, Diving Horse Creations est une compagnie de théâtre qui s’est consacrée à l'exploration du théâtre à travers la recherche corporelle. Voici quelques exemples de projets au sein de la compagnie:
- L’école des bouffons[27] (1995), du dramaturge belge Michel de Ghelderode;
- Croisades[28] (2000); de l’écrivain et dramaturge français Michel Azama;
- La Leçon[29] (2001); une mise en scène d’Oleg Kisseliov de la célèbre pièce d’Eugène Ionesco;
- Elizavieta Bam[29] (2002); une pièce de théâtre de Daniil Harms.

## Productrice de films
- Next Floor, réalisé par Denis Villeneuve, 2008 (ce court-métrage à gagné de nombreux prix dont le Prix Jutra 2009 du meilleur court-métrage);
- Incendies, réalisé par Denis Villeneuve, 2010;
- ÉCHO, réalisé par Edouard Lock.

## Prix et distinctions
- Officière, Ordre national du Québec, 2018[30]
- Compagne des arts et des lettres du Québec, 2017[31]
- Fine Arts Awards of Distinction de l’Université Concordia, 2013[32]

- Hommage à Phoebe Greenberg, Gala des arts visuels, 2012 [33]

En plus des différents prix et distinctions qu'elle a reçue, Phoebe Greenberg est active au sein de divers conseils d'administration (Infrarouge, PLUS1, Studios Felix & Paul (en) et le comité international du Palais de Tokyo à Paris).
En 2021, Phoebe Greenberg a gagné sa cause devant la Cour supérieure du Québec contre son ancienne assistante.

## Participations
- Next Floor, court-métrage de Denis Villeneuve, 2008
- Marc Quinn, Fondation PHI pour l’art contemporain, 2008[37]
- Prenez soin de vous, Sophie Calle, Fondation PHI pour l’art contemporain, 2008[38]
- John Currin, Fondation PHI pour l’art contemporain, 2011[39]
- Ryoji Ikeda, Fondation PHI pour l’art contemporain, 2012[40]
- Arcade Fire, Centre PHI, 2013[41]
- Jake et Dinos Chapman: Come and See, Fondation PHI pour l’art contemporain, 2014[42]
- Arthur H, Centre PHI, 2014[43]
- Allie X au Centre PHI, 2015[44]
- Mos Def au Centre PHI, 2015[45]
- La Red Bull Music Academy, 2016[46]
- Chilly Gonzales, Centre PHI, 2016[47]
- Yoko Ono: Liberté conquérante, Fondation PHI pour l’art contemporain, 2019[48]
- Spheres (en) au Rockefeller Center, 2018[49]
- Cadavre Exquis, Centre PHI, 2019[14]
- Galerie éphémère, PHI Immersive: Theater of Virtuality, 2019 [50]
- Galerie éphémère, PHI Immersive: Theater of Virtuality, 2019[51]
- Programmation immersive, Festival du film Tribeca, 2019[52]
- CARNE y ARENA, Studio PHI, 2020[53]
- L’INFINI, Studio PHI, 2021[54]
- Le Pavillon de Réalité Virtuelle, Luxembourg City Film Festival, 2022[55]
- Yayoi Kusama, DANCING LIGHTS THAT FLEW UP TO THE UNIVERSE, Fondation PHI pour l’art contemporain, 2022[56]
- PHI Contemporain, 2022[57]
- Concours international d’architecture, PHI Contemporain, 2022[58]